# Hustruens Ret
Hustruens Ret er en dansk stumfilm fra 1913, der er instrueret af Leo Tscherning efter manuskript af Bernhard Holz.

## Handling
Denne artikel mangler et handlingsreferat. Hjælp os med at skrive det.

## Medvirkende
- Valdemar Psilander - Kurt Bornel, forfatter
- Ebba Thomsen - Elly, Kurts hustru
- Anton Gambetta Salmson - Charles Torner
- Agnes Andersen
- Frederik Jacobsen
- Alma Hinding
- Torben Meyer
- Otto Lagoni
- Zanny Petersen
- Agnes Lorentzen
- Agnes Nørlund
- Johanne Krum-Hunderup
- Aage Lorentzen